# Aurelio Manrique
Aurelio Manrique är en ort i Mexiko.   Den ligger i kommunen Ebano och delstaten San Luis Potosí, i den centrala delen av landet, 300 km norr om huvudstaden Mexico City. Aurelio Manrique ligger 76 meter över havet och antalet invånare är 2 245.
Terrängen runt Aurelio Manrique är platt. Runt Aurelio Manrique är det ganska glesbefolkat, med 43 invånare per kvadratkilometer. Närmaste större samhälle är Ponciano Arriaga, 6,9 km öster om Aurelio Manrique. Omgivningarna runt Aurelio Manrique är en mosaik av jordbruksmark och naturlig växtlighet.